# Street Transvestite Action Revolutionaries
Revolucionárias da Ação Travestis de Rua (em inglês Street Travestite Action Revolutionaries ou STAR) foi uma organização americana fundada pelas ativistas trans Marsha P. Johnson e Sylvia Rivera, criada para promover os direitos das pessoas LGBT+ e dar apoio às jovens travestis e transexuais sem-teto. Junto do Gay Liberation Front (GLF) e da Aliança Ativista Gay (GAA), a organização ajudou a realizar protestos. Além disto, os membros da STAR também organizavam visitas a prisões e instituições de saúde mental, denunciavam mal-tratos a prisioneiros e ajudaram na formação do Comitê de Prisões da Comunidade LGBT+, a organização era de caráter Progressista e de Esquerda revolucionária, e foi por muito tempo pioneira na luta Anarcoqueer.

## Década de 1970
A organização foi formada em 1970, como parte da GLF, com o objetivo de ser um grupo pró-ativo em defesa dos direitos das pessoas trans. A organização foi co-fundada pelas ativistas Marsha P. Johnson e Sylvia Rivera em resposta aos problemas experienciados pelas travestis e pessoas trans que eram forçadas a viver nas ruas.
Inicialmente, os membros da STAR dormiam em um trailer abandonado na Greenwich Village, até que este foi levado embora. Eventualmente, em 1972, acharam uma casa abandonada, a qual consertaram a eletricidade e o encanamento, e passaram a morar lá. A casa da organização era utilizada como abrigo para pessoas LGBT que moravam na rua, e é considerado um dos primeiros do seu tipo. Além de uma lugar para dormir e comer, membros da STAR também serviam de consolo e ajudavam com a afirmação da identidade trans e travesti.
Em 1973, após uma altercação entre Rivera e outros membros do movimento LGBT da época, Rivera se afastou da organização, resultando em seu término no mesmo ano.

## Década de 2000
Em julho de 2000, Amanda Milan, uma afro-americana transgênera, foi assassinada no Times Square. Em resposta, Rivera reformou a STAR no ano seguinte, afirmando que "se não nos defendermos, ninguém mais fará isto por nós."